# Gustav Mennicke

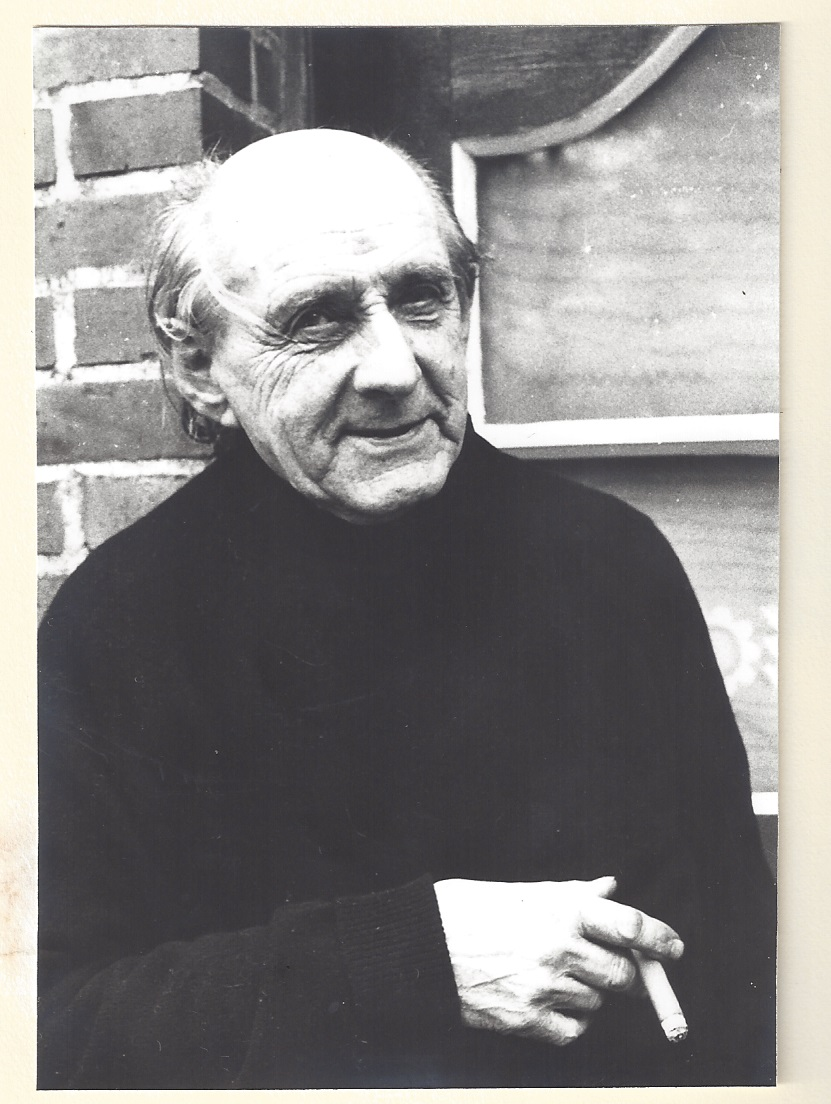
Gustav Mennicke, 1975

Gustav Mennicke (* 21. Januar 1899 in Petershagen; † 23. Dezember 1988 in Goting auf Föhr) war ein deutscher Maler.

## Leben
Gustav Mennicke war im Ersten Weltkrieg von 1917 bis 1918 Soldat an der Westfront und erlitt vor Verdun eine schwere Verwundung. Er studierte von 1919 bis 1923 an der Handwerker- und Kunstgewerbeschule Bielefeld und war dort Meisterschüler Ludwig Godewols. Ab 1925 studierte er an der Akademie der Bildenden Künste Dresden bei Otto Gussmann, Ludwig von Hofmann und Robert Sterl und einige Monate bei Otto Dix. Er erhielt in den Jahren 1928 und 1929 die höchste Auszeichnung der Dresdner Akademie für besondere künstlerische Leistungen. Ab 1930 lebte er in Berlin, teilte zeitweilig seine Wohnung mit Joachim Ringelnatz und war mit Emil Nolde befreundet. Die Freundschaft zerbrach an Emil Noldes Haltung gegenüber den Nationalsozialisten.
Mennicke beteiligte sich an der Dresdner „Gruppe 1930“, die im März 1930 zusammen mit den Malern Adolf Brockmann, Gustav Alfred Müller, Rolf Tillmann, Otto Westphal-Rudolstadt gegründet wurde.
1934 lebte Mennicke für einige Monate auf der Hallig Südfall bei der „Halliggräfin“ Diana von Reventlow-Criminil, ging dann zurück nach Berlin. Nachdem seine Wohnung von der Sicherheitspolizei durchsucht worden war und seine Kunst in der nationalsozialistischen Diktatur als „entartet“ gebrandmarkt wurde, verließ er Berlin wieder und zog mit seiner Familie nach Goting auf Föhr, wo er sich mithilfe des Bauunternehmers Heymann ein Haus unweit der Gotinger Steilküste baute und diesen mit Bildern bezahlte. Das Grundstück hatte ihm Marga Böhmer, die Lebensgefährtin von Ernst Barlach, vermittelt. Dort entwickelte Mennicke seinen eigenen spät-expressionistischen Stil. In Goting lebte er bis zu seinem Tod im Jahr 1988.

## Ausstellungen
- Gustav Mennicke: Danhuck. Grafik, Aquarelle, Ölbilder. Goting Juni - August 1940.
- Gustav Mennicke: Öl, Aquarelle, Graphik. Schloss vor Husum 28.03.-20.04.1980.[2]
- Gustav Mennicke: Gemälde, Aquarelle, Graphiken. Kunsthandel Goeritz, Husum 21.03.-21.04.1986.[2]
- Gustav Mennicke - Das grafische Werk. Kunsthandel Goeritz, Husum 07.11.-28.11.1987.
- Gedenkausstellung Gustav Mennicke (1899–1988). Dörpshus Nieblum Juli / August 1989.
- Gustav Mennicke; Natur verändert und gestaltet. Atelier-Galerie Schröder-von Frihling, Oevenum/Föhr 1996.[2]
- "Gustav Mennicke - Typen ut mien Dörp und andere Menschenbilder". Dr.-Carl-Häberlin-Friesen-Museum Wyk auf Föhr 28.03.-01.05.1999.
- Ausstellung mit Werken von Gustav Mennicke (1899–1988). Stadtbücherei Niebüll 14.05.-02.08.2022.
- Gustav Mennicke (1899–1988): Sonderausstellung der Ortsheimatpflege Petershagen 07./08.09.2024.[3]
- "Gustav Mennicke (1899–1988) - Immer wieder selbst". Nordfriesland Museum. Nissenhaus Husum 29.09.2024–26.01.2025.[4]

## Museumsbesitz und Rezeption
Das Nordfriesland Museum. Nissenhaus Husum besitzt eine Sammlung von Werken Gustav Mennickes. Die Stadt Husum erwarb 1986 das „Schimmelreiter“-Triptychon, das heute im Husumer Rathaus hängt. Seit 2019 ist auch das Gemälde „Der Steuermann“ im Besitz der Stadt Husum.
Der Kunsthistoriker Ulrich Schulte-Wülwer schrieb, dass die „Leistungen [Mennickes] bis heute noch nicht angemessen gewürdigt“ seien.